# Allen Americans
Allen Americans – amerykański klub hokeja na lodzie z siedzibą w Allen.
Klub założono w 2009 i od tego czasu występował w rozgrywkach CHL. Od sezonu 2012/2013 współwłaścicielami klubu byli Ed Belfour i Mike Modano). Po likwidacji ligi w 2014 drużyna została przyjęta do rozgrywek ECHL.
Drużyna została zespołem farmerskim dla klubów Texas Stars z AHL oraz Dallas Stars z NHL. Od października 2021 drużyna farmerska dla nowego klubu NHL Seattle Kraken.

## Sukcesy
- Mistrzostwo dywizji CHL: 2010, 2011
- Mistrzostwo konferencji CHL: 2009, 2013, 2014
- Mistrzostwo w sezonie zasadniczym CHL: 2011, 2013
- Ray Miron President’s Cup – mistrzostwo CHL: 2013, 2014
- Mistrzostwo dywizji ECHL: 2015
- Mistrzostwo konferencji ECHL: 2015, 2016
- Kelly Cup – mistrzostwo ECHL: 2015, 2016